# Jewgeni Filippowitsch Iwanowski

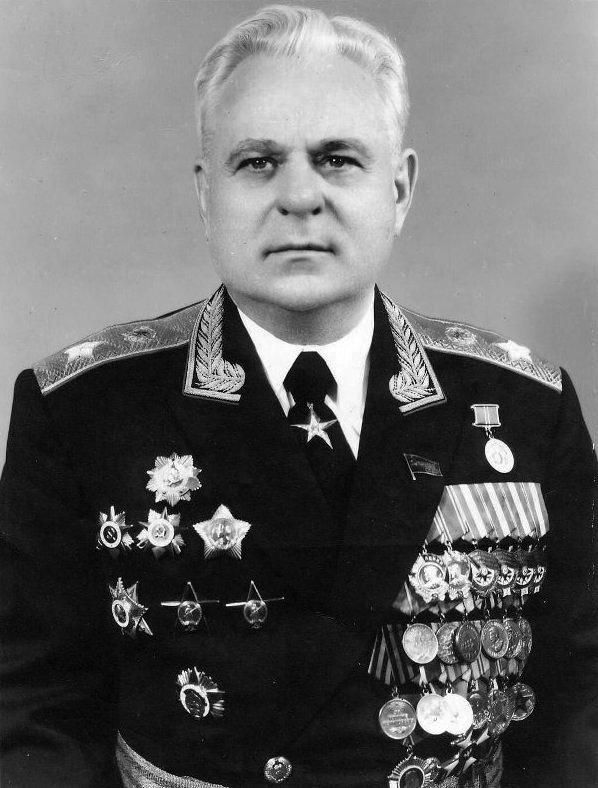
Armeegeneral Jewgeni Iwanowski

Jewgeni Filippowitsch Iwanowski (russisch Евге́ний Фили́ппович Ивано́вский; * 7. März 1918 im Dorf Tschereja, Gouvernement Witebsk; † 22. November 1991 in Moskau) war ein sowjetischer Armeegeneral, stellvertretender sowjetischer Verteidigungsminister, von 1972 bis 1980 Oberkommandierender der Gruppe der Sowjetischen Streitkräfte in Deutschland (GSSD) und Oberkommandierender der sowjetischen Landstreitkräfte von 1985 bis 1989.

## Leben
Iwanowski entstammt einer Bauernfamilie aus dem Rajon Tschaschniki. Sein Vater fand 1925 eine Anstellung bei der Eisenbahn und die Familie zog nach Krasny Liman in der Oblast Donezk. Iwanowski beendete dort die Mittelschule und arbeitete als diensthabender Radiotechniker einer Funkzentrale.
1936 trat er in die Reihen der Roten Armee ein und beendete 1938 die Panzerschule Saratow.
1939 nahm er an der sowjetischen Besetzung Ostpolens teil und kämpfte im sowjetisch-finnischen Winterkrieg von 1939 bis 1940. Für Tapferkeit im Kampf an der Karelischen Landenge wurde er erstmals mit dem Orden des Roten Sterns ausgezeichnet. 1941 absolvierte er einen Schnellkurs an der Militärakademie für Panzerkräfte.

### Zweiter Weltkrieg
Während des Großen Vaterländischen Krieges war Iwanowski Stabschef, stellvertretender Stabschef einer Panzerbrigade, Stabschef einer Panzeraufklärungseinheit und einer Panzerspezialeinheit, Kommandeur eines Panzerregiments an der Westfront, Woronescher Front, Stalingrader Front und der 1. sowie 2. Weißrussischen Front. Er kämpfte in den Schlachten um Moskau und Stalingrad, bei Kursk und am Dnepr. Er nahm an der Befreiung der Ukraine und Polens, der Schlacht um Ostpreußen sowie der Weichsel-Oder-Operation teil.

### Nachkriegszeit
Nach dem Zweiten Weltkrieg war Iwanowski von 1946 bis 1952 Abteilungschef eines Armeestabes, von 1952 bis 1953 stellvertretender Kommandeur für Panzerartillerie der Panzer- und mechanisierten Streitkräfte des Weißrussischen Militärbezirks, von 1953 bis 1954 Stabschef einer mechanisierten Division und von 1954 bis 1956 Kommandeur einer Panzerdivision. 1958 absolvierte er die Militärakademie des Generalstabes. Von 1958 bis 1961 war Iwanowski 1. Stellvertreter des Stabschefs des Fernöstlichen Militärbezirks. Er wurde von März 1961 bis Dezember 1965 Kommandeur einer Panzerarmee, anschließend bis Juni 1968 als 1. Stellvertreter des Kommandeurs der Streitkräfte des Moskauer Militärbezirks und danach bis zum Juli 1972 als Kommandeur dieses Militärbezirks eingesetzt.
Vom 20. Juli 1972 bis zum 25. November 1980 kommandierte Iwanowski von Wünsdorf aus die GSSD. 1985 setzte man ihn als Oberbefehlshaber der sowjetischen Landstreitkräfte ein und er wurde gleichzeitig Stellvertreter des UdSSR-Verteidigungsministers Gretschko.
Auf Beschluss des Präsidiums des Obersten Sowjets der UdSSR wurde ihm am 21. Februar 1985 für

„...Mut und Tapferkeit im Kampf gegen die deutsch-faschistischen Eindringlinge in den Jahren des Großen Vaterländischen Krieges und sachkundige Führung der Streitkräfte in der Nachkriegszeit und Vervollkommnung ihrer Kampfbereitschaft...“

der Titel Held der Sowjetunion, verbunden mit der Überreichung des Leninordens, verliehen. Von 1971 bis 1989 war Iwanowski Mitglied des ZK der KPdSU und von 1970 bis 1989 Abgeordneter des Obersten Sowjets der UdSSR.
Von 1989 bis zu seinem Tod arbeitete er in der Gruppe der Generalinspekteure des Verteidigungsministeriums der UdSSR. Er lebte in Moskau und wurde auf dem Nowodewitschi-Friedhof (Abschnitt 11) beigesetzt. In Wizebsk trägt eine Straße den Namen General Iwanowski.

## Auszeichnungen
- Held der Sowjetunion
- Leninorden (3×)
- Orden der Oktoberrevolution
- Rotbannerorden (4×)
- Kutusoworden 1. Klasse
- Suworoworden 3. Klasse
- Orden des Vaterländischen Krieges 1. Klasse (2×)
- Orden des Roten Sterns (2×)
- Orden des Vaterländischen Krieges 2. Klasse
- Orden „Für den Dienst am Vaterland in den Streitkräften der UdSSR“ III. Klasse
- weitere Medaillen der UdSSR und anderer Länder